# Uijajärvi (Jukkasjärvi socken, Lappland)
Uijajärvi är en sjö i Kiruna kommun i Lappland och ingår i Torneälvens huvudavrinningsområde. Sjön har en area på 0,39 kvadratkilometer och ligger 340 meter över havet. Uijajärvi ligger i Torne och Kalix älvsystem Natura 2000-område.

## Delavrinningsområde
Uijajärvi ingår i det delavrinningsområde (753479-175468) som SMHI kallar för Mynnar i Ounisjoki. Medelhöjden är 361 meter över havet och ytan är 91,33 kvadratkilometer. Det finns inga avrinningsområden uppströms utan avrinningsområdet är högsta punkten. Ripakkajoki som avvattnar avrinningsområdet har biflödesordning 3, vilket innebär att vattnet flödar genom totalt 3 vattendrag innan det når havet efter 323 kilometer. Avrinningsområdet består mestadels av skog (46 procent) och sankmarker (53 procent). Avrinningsområdet har 0,71 kvadratkilometer vattenytor vilket ger det en sjöprocent på 0,8 procent.